# Campionati del mondo di ciclismo su strada 2023 - Cronometro femminile Elite
La trentesima edizione della cronometro femminile Elite dei Campionati del mondo di ciclismo su strada si svolse il 10 agosto 2023 in Scozia nel Regno Unito, con partenza da Stirling ed arrivo a Stirling, su un percorso di 36,2 km. La statunitense Chloé Dygert vinse la gara con il tempo di 46'59"80 alla media di 46,216 km/h, argento all'australiana Grace Brown e a completare il podio l'austriaca Christina Schweinberger.
Presenti alla partenza 86 cicliste, delle quali 85 completarono la gara.

## Classifica (Top 10)
| Pos. | Corridore               | Squadra     | Tempo     |
| ---- | ----------------------- | ----------- | --------- |
| 1    | Chloé Dygert            | Stati Uniti | 46'59"80  |
| 2    | Grace Brown             | Australia   | a 5"67    |
| 3    | Christina Schweinberger | Austria     | a 1'12"95 |
| 4    | Anna Henderson          | Regno Unito | a 1'15"05 |
| 5    | Juliette Labous         | Francia     | a 1'22"47 |
| 6    | Demi Vollering          | Paesi Bassi | a 1'27"79 |
| 7    | Agnieszka Skalniak      | Polonia     | a 1'38"01 |
| 8    | Amber Neben             | Stati Uniti | a 1'51"78 |
| 9    | Riejanne Markus         | Paesi Bassi | a 2'07"55 |
| 10   | Georgina Howe           | Australia   | a 2'26"02 |